# EverQuest Next
EverQuest Next (ou EQN, EQ Next) est un MMORPG développé et publié par Daybreak Game Company (anciennement Sony Online Entertainment) avant d'être annulé en 2016. Il devait s'agir du troisième opus de la série des EverQuest, après EverQuest et EverQuest II. L'histoire d'EverQuest Next s'inscrit dans un monde parallèle à celui développé dans les précédents volets, s'étendant sur 20 000 ans du point de vue de l'histoire.

## Développement
Les premiers indices du nouveau projet — nommé EverQuest Next — apparaissent avec le dernier chapitre du EverQuest 10th Anniversary Book (2009) écrit par le directeur créatif d' EverQuest Rich Waters.
Depuis 2009, le concept et la mécanique du jeu ont été repensés plusieurs fois, et c'est lors de la troisième version qu'EverQuest Next est annoncé comme un projet officiel - en 2010 lors du SOE[réf. nécessaire].
Lors de la PAX East 2013, le développeur Dave Georgeson confirme la révélation complète du projet lors du SOE Live, le 2 août 2013 .
Le projet y est subdivisé en deux parties : 
- L'une EverQuest Nex, qui y développe le MMORPG en tant que tel ;
- L'autre Landmark qui est axée sandbox, permettant la création libre du joueur en lui donnant les outils.

En janvier 2014, John Smedley a confirmé que EverQuest Next serait disponible aussi sur PlayStation 4.
En février 2015, la holding Columbus Nova acquiert le studio Sony Online Entertainment qui devient Daybreak Game Company, 140 employés ont dû, ou sont partis de la société à la suite de ce rachat.
En juin 2015, Daybreak Game Company annonce une concentration du studio sur le projet EverQuest Next aux dépens de Landmark.
Le 11 mars 2016, l'abandon du projet est annoncé sur le site officiel.

## Système de jeu
Les innovations du jeu semblent s'exprimer sur plusieurs points :
- Un environnement destructible par l'action des joueurs sur le terrain ou les bâtiments, même si les dommages causés sur l’environnement se résorberont avec le temps[7].

- Une verticalité dans le design du monde, se constituant matériellement sous la forme d'un univers en couche, le joueur pouvant passer au niveau inférieur — un bon coup de marteau creusant suffisamment le sol — chaque couche y présentant ses propres caractéristiques (nouveau monstres, design d'environnement)[7].
- Une intelligence artificielle plus poussé avec des PNJ alliés ou ennemis qui pourront adopter un comportement différent, en ayant en mémoire toutes les actions précédentes du joueur[réf. nécessaire]. Les monstres adopteront un comportement indépendant de celui des joueurs — des monstres avançant en groupe pour chercher de la nourriture pour rentrer à leur camp — et pouvant migrer de façon durable, s'établissant dans des zones propices — une bande d'orque d'établissant sur une voie de campagnes plutôt qu'en ville —[7].
- Des quêtes mondiales ou objectifs mondiaux, initiés par les développeurs qui lancerait des grandes campagnes de modification du monde avec de grandes destructions ou de grandes créations etc. pour que chaque serveur soi unique. Ses missions dureront pendant 2-3 mois ou peut-être plus[7].
- Un système de classes multiples — permettant au joueur de débloquer au fur et à mesure jusqu’à 40 classes, et laissant même la possibilité de combiner plusieurs classes — en explorant le monde de Norrath[réf. nécessaire].